# Cophyla noromalalae
Cophyla noromalalae é uma espécie de anfíbio anuros da família Microhylidae. Está presente em Madagáscar. A UICN classificou-a como em perigo de extinção.